# Oficina Nacional de Prospectiva y Estrategia
La Oficina Nacional de Prospectiva y Estrategia de País de España es el órgano directivo de la Presidencia del Gobierno encargado de analizar de forma multidisciplinar y empírica los retos y oportunidades a los que se enfrentará España en el futuro, y de ayudar al país a prepararse para ellos mediante el diseño de políticas públicas innovadoras, la creación de estrategias de largo plazo y el asesoramiento en la toma de decisiones del presidente y sus ministros.

## Misión
La Oficina Nacional de Prospectiva y Estrategia País se creó en enero de 2020 para combatir el cortoplacismo en la toma de decisiones y velar por los intereses estratégicos de España en los próximos 30 años. Su misión es «analizar de manera sistemática la evidencia empírica disponible para identificar los posibles desafíos y oportunidades (demográficos, económicos, geopolíticos, medioambientales, sociales o educativos...) que España tendrá que afrontar en el medio y largo plazo, y de ayudar al país a prepararse para ellos»:

Uno de los grandes defectos de la democracia es el cortoplacismo. En la frenética cotidianidad de los gobiernos, lo urgente a menudo eclipsa a lo importante. Esto genera a su vez otros problemas como falta de pensamiento estratégico, obsolescencia legislativa, oportunidades no aprovechadas o escasa anticipación, que están en la base de fenómenos como el cambio climático, el vaciamiento rural o la pérdida de relevancia económica de una nación. Para combatir este cortoplacismo y velar por los intereses futuros de España como nación, se crea esta Oficina Nacional de Prospectiva y Estrategia.

La Oficina elabora informes de análisis prospectivo para la Presidencia del Gobierno y proporciona asistencia técnica a los distintos ministerios en el diseño de políticas de largo plazo y el desarrollo de la gobernanza anticipatoria. Durante la pandemia del coronavirus, la Oficina produjo un estudio sobre los distintos escenarios epidemiológicos, económicos y sociales que podrían tener lugar tras la llegada de la COVID-19, y participó en el diseño del plan de desescalada.
En noviembre de 2020 la Comisión Europea puso en marcha junto a Austria, Alemania, Finlandia, Portugal y España la Red Europea de Gobernanza Prospectiva (European Government Foresight Network), una red integrada por los 27 países miembros con el objetivo de coordinar sus trabajos.

## Estructura
La Oficina forma parte del Gabinete de la Presidencia del Gobierno y se ubica en el Complejo de la Moncloa. Es una dirección general perteneciente a la Secretaría General de Políticas Públicas, Asuntos Europeos y Prospectiva Estratégica.

### Titulares
- Diego Rubio Rodríguez (2020-2023)[8]
- María Sara Baliña Vieites (2023-)[9]

## Precedente histórico
España fue uno de los primeros países en crear una unidad gubernamental de foresight. Ocurrió en 1976, cuando Adolfo Suárez fundó el Instituto Nacional de Prospectiva dentro del Ministerio de la Presidencia del Gobierno. El Instituto contó con un Director, un Consejo Asesor y un Centro de Estudios Avanzados, y tuvo por finalidad estudiar, “con un carácter multidisciplinar, los problemas del futuro”. El Instituto se centró en cuestiones de economía, tecnología y defensa, y desempeñó un papel importante en la Transición española hasta su desaparición en 1982.

## Homólogos internacionales

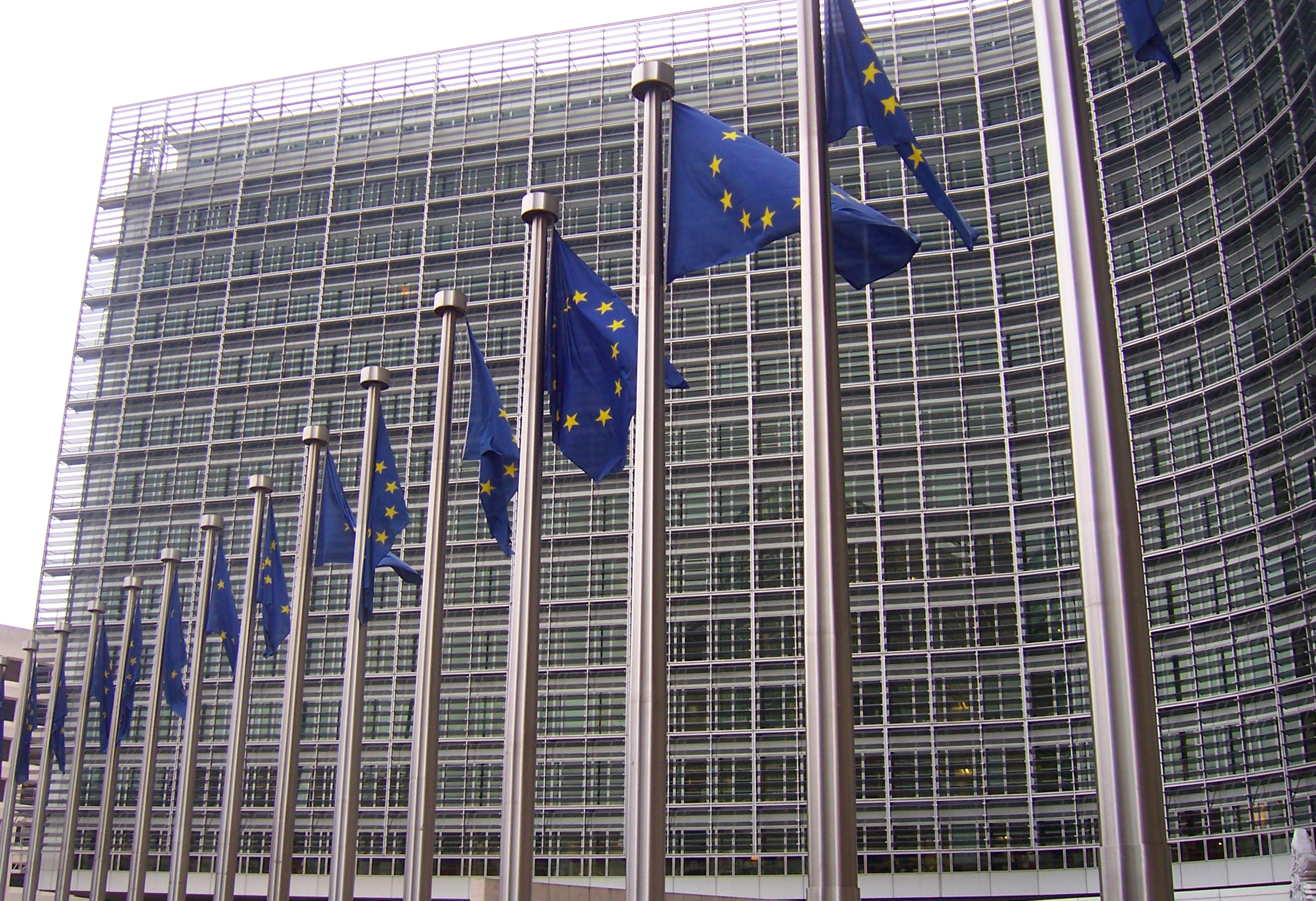
Sede del European Foresight Team

Otros países del mundo cuentan con oficinas de prospectiva similares a la española. Entre ellas destacan las foresight units de Canadá (Policy Horizons), Francia (Centre d'Analyse stratégique), Finlandia (Foresight Unit), Reino Unido (Foresight Office) y Singapur (Centre for Strategic Futures). Organismos internacionales como la Comisión Europea, la OCDE, y las Naciones Unidas también tienen unidades dedicadas a la prospectiva y al pensamiento estratégico.

## España 2050
En mayo de 2021, la Oficina presentó España 2050, el estudio de prospectiva estratégica «más ambicioso» realizado hasta la fecha en España. El estudio fija nueve objetivos sociales, económicos y medioambientales para situar a España entre los países más avanzados de la UE en las próximas décadas y propone 200 medidas para alcanzarlos. Se basa en el análisis integrado de 500 series de datos y 1.650 publicaciones científicas.

### Crítica
El proyecto generó un gran revuelo mediático. Partidos de la oposición como Partido Popular y Vox, así como varios medios conservadores, lo calificaron de «cortina de humo» que «solo busca distraer» y criticaron algunas de sus medidas, como el aumento del gasto público, las reformas medioambientales, o su defensa de la inmigración. En contrapartida, España 2050 fue bien recibido por el mundo académico y empresarial y por los medios progresistas, que alabaron su pluralidad, su rigor científico y su honestidad a la hora de «abordar los grandes problemas» del país. La Comisión Europea lo describió como «una contribución excelente» y «modélica» que «servirá de ejemplo a los demás Estados miembros de la Unión». El editorial de El País lo consideró «una iniciativa útil» y «saludable para avivar el debate público» y «empujar a nuestro país en una dirección mejor». El Confidencial lo calificó de «trabajo sólido y pertinente»  y La Vanguardia de proyecto «ambicioso (…) estimulante y esperanzador».Desde un punto de vista académico y progresista cabe referenciar al menos una crítica global focalizando sus limitaciones estratégicas de fondo.

## Diálogos sobre el Futuro
Entre septiembre y diciembre de 2021, la Oficina organizó los Diálogos sobre el Futuro, descrito como un «gran diálogo nacional» destinado a abrir la reflexión estratégica al conjunto de la ciudadanía y fomentar conversaciones plurales e informadas sobre el futuro de España en el mundo poscovid. Los Diálogos se celebraron en 17 ciudades de las 17 comunidades autónomas del país y constaron de un centenar de encuentros, mesas redondas y talleres ciudadanos que siguieron más de 25 000 personas, de forma presencial o remota.
La Comisión Europea declaró a los Diálogos sobre el Futuro «un maravilloso ejemplo de cómo transformar la forma en la que las instituciones interactúan con la ciudadanía» y el nuevo «estándar para los actores europeos».

## 2050: Construye tu futuro
En octubre de 2022, la Oficina realizó una serie de audio llamada 2050: Construye tu futuro que trata de dar respuesta a las grandes preguntas que la sociedad española se hace sobre su porvenir. Con 20 episodios de una duración de 20 minutos cada uno, más de 120 expertosy ciudadanos reflexionan sobre el futuro de la economía, el empleo, la educación, la tecnología o el medio ambiente. ¿Cómo serán las ciudades en 2050? ¿Podrán los jóvenes comprarse una casa en el futuro? ¿Quién cuidará de mí cuando sea mayor?
El MIT Sloan Management Review reconoció la serie como uno de los mejores podcast de innovación, diseño, creatividad, negocios y futuros para escuchar en 2023.

## Imaginar un país
En diciembre de 2022, la Oficina lanzó, en colaboración con el Instituto Cervantes, Imaginar un país, un libro de nueve ensayos con los que entender el futuro de España. Tiene una presentación del Nobel de Literatura Mario Vargas Llosa, prólogo de Antonio Muñoz Molina y está escrito por algunos de los autores más representativos de la narrativa actual. 

## Resilient EU
En el marco de la Presidencia española del Consejo de la Unión Europea ostentada de julio a diciembre de 2023, la Oficina lideró un proyecto de prospectiva estratégica orientado a establecer una hoja de ruta innovadora y realista para garantizar la Autonomía Estratégica Abierta y el liderazgo económico y tecnológico de la UE de aquí a 2030. El documento Resilient EU2030 fue elaborado en colaboración con más de 250 expertos y 80 ministerios de los 27 Estados miembros y sirvió de base intelectual para la declaración de la reunión informal del Consejo Europeo celebrada en Granada. En él, se analizan las potenciales vulnerabilidades que la Unión puede afrontar en el futuro en ámbitos tan claves para el bienestar de la ciudadanía como el de la energía, la tecnología, la alimentación o el de la salud, y se establecen nueve líneas de acción para superarlas como el refuerzo de las capacidades internas de producción, el fomento de la circularidad o la diversificación del comercio exterior. 
«Anticiparemos los retos que puedan surgir y aprovecharemos las oportunidades que ofrecen a nuestra Unión las transiciones ecológica y digital, con el objetivo de garantizar la sostenibilidad de nuestro modelo económico sin dejar a nadie atrás». “Velaremos por un acceso a la energía asequible, aumentaremos nuestra soberanía energética y reduciremos la dependencia externa en otros ámbitos clave en los que la UE necesita establecer una capacidad suficiente para garantizar su bienestar económico y social, como las tecnologías digitales y de cero emisiones netas, los medicamentos esenciales y las materias primas, así como la agricultura sostenible».

### Crítica
Varios medios nacionales e internacionales especializados se hicieron eco del proyecto. En Politico, se recalcó que era «una visión positiva sobre la capacidad de Europa para dar forma a este mundo», mientras que en Project Syndicate algunos de los principales expertos en el análisis de la Unión Europea destacaron que «el documento promete avanzar un debate que Europa necesita urgentemente”.
A nivel nacional, las conclusiones del informe fueron presentadas en un encuentro con empresarios organizado por la Oficina en colaboración con la OCDE. Antonio Garamendi pidió «poner la competitividad en el centro de las políticas de la UE», y añadió que para ello es fundamental «invertir en innovación». «Si hay algo que nos une a los españoles es la palabra Europa». El Confidencial, El País, El Plural y La Vanguardia, entre otros, recogieron en diferentes artículos las claves de la propuesta española para el futuro de la Unión.  